# Mörlbach (Gallmersgarten)

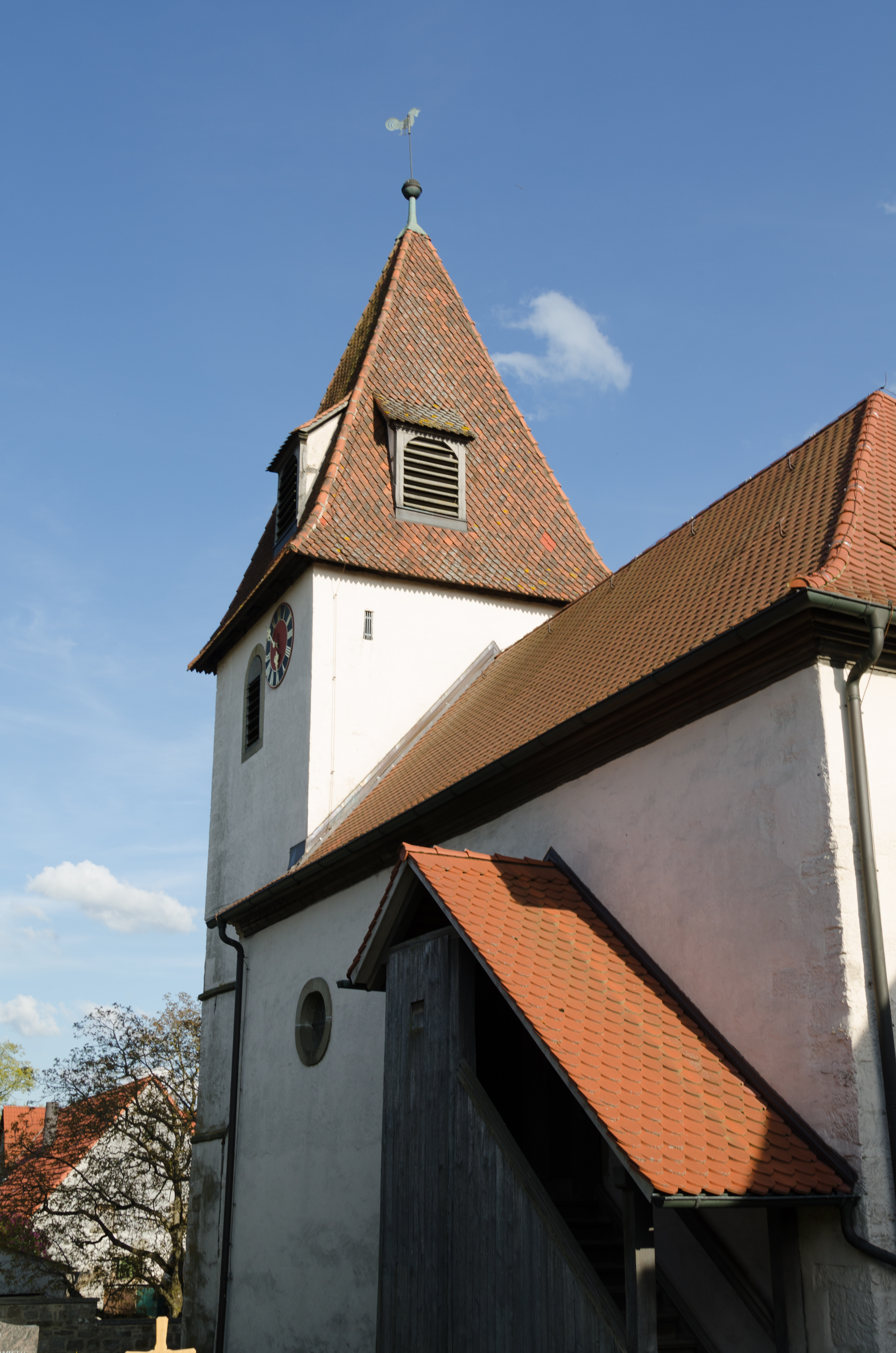
St. Laurentius

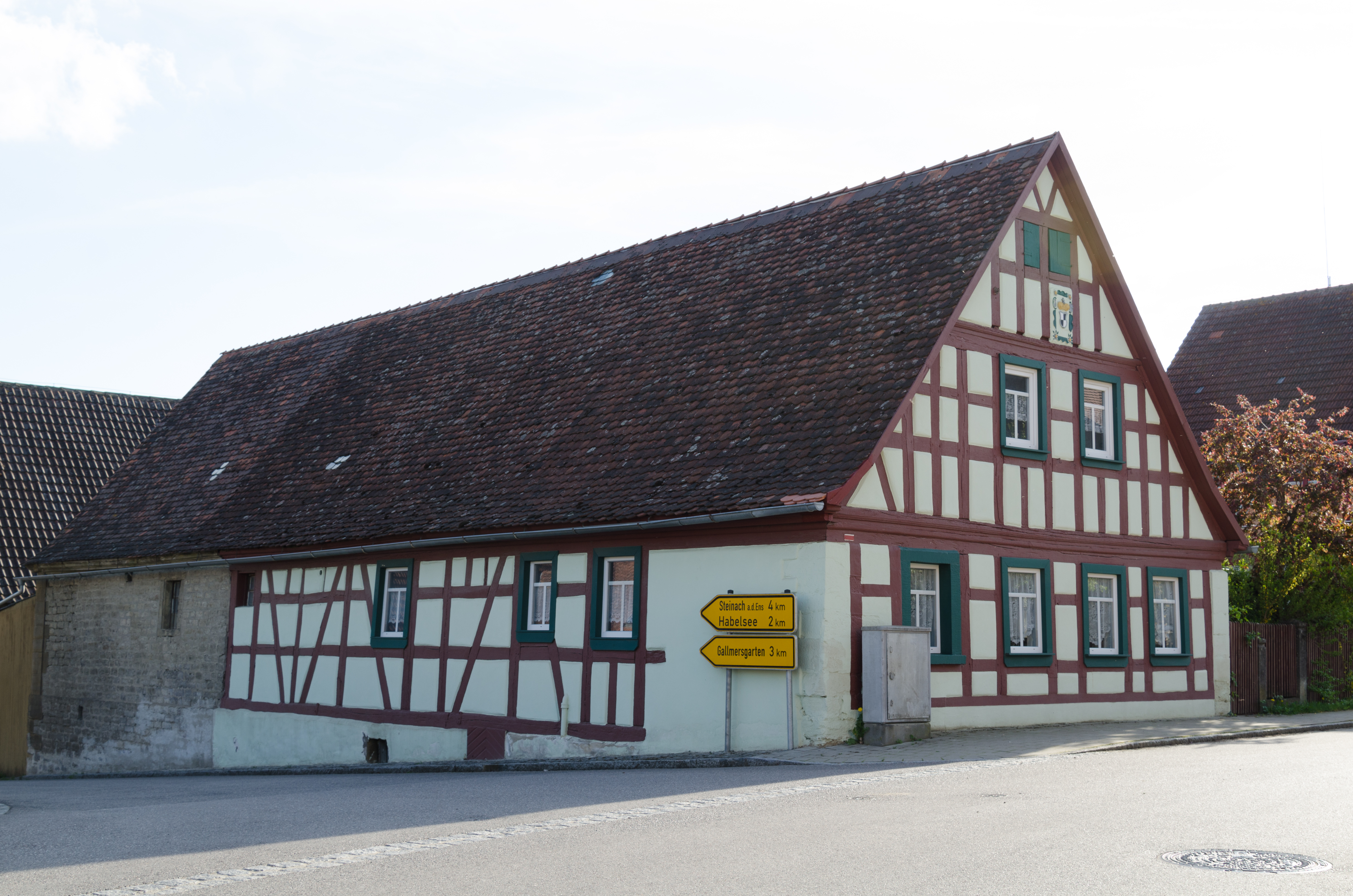
Herrengasse 1: Wohnstallhaus

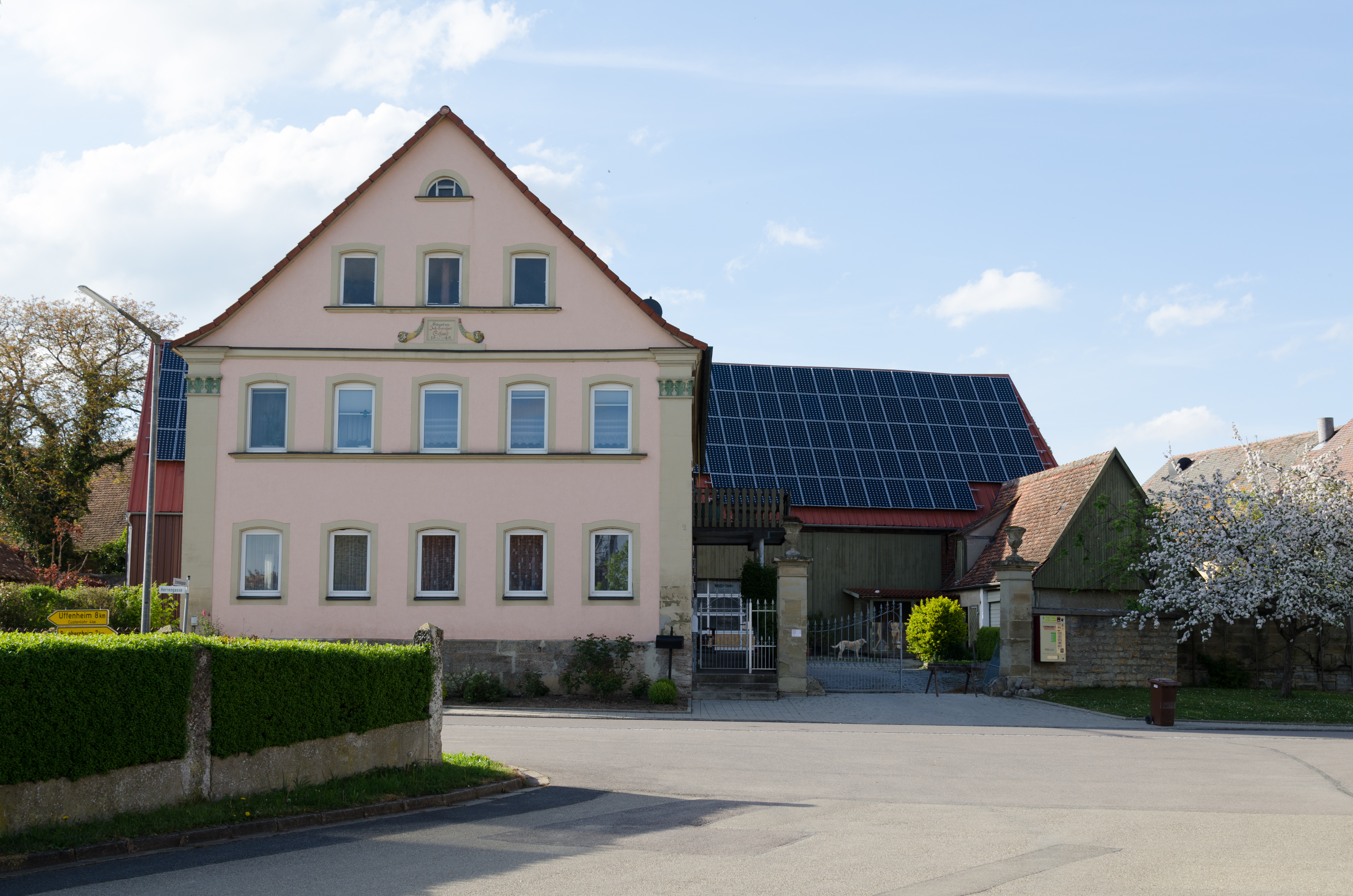
Herrengasse 2: Gasthaus zum Hirschen

Mörlbach (fränkisch: Mäalbach) ist ein Gemeindeteil der Gemeinde Gallmersgarten, Landkreis Neustadt an der Aisch-Bad Windsheim (Mittelfranken, Bayern). Die Gemarkung Mörlbach hat eine Fläche von 5,461 km². Sie ist in 548 Flurstücke aufgeteilt, die eine durchschnittliche Fläche von 9966,21 m² haben. In ihr liegt neben dem namensgebenden Ort der Gemeindeteil Habermühle.

## Geografie
Das Pfarrdorf liegt am Mörlbach, einem linken Zufluss des Erlbachs, der wiederum ein linker Zufluss der Ens ist. 0,5 km südlich erhebt sich der Gänsbuck (396 m ü. NHN), 0,75 km östlich liegt die Gigertsleite. Im Nordosten liegen die Waldgebiete Hölle, Seeholz und Lochholz, 0,5 km im Westen die Kautau.
Die Kreisstraße AN 30/NEA 31 führt an der Seemühle vorbei nach Habelsee (1,9 km südlich) bzw. nach Ermetzhofen (2,4 km nördlich). Die Kreisstraße NEA 43 führt nach Custenlohr (3,7 km nördlich) bzw. am Hilpertshof und der Hagenmühle vorbei die B 470 kreuzend nach Burgbernheim (5,5 km südöstlich). Gemeindeverbindungsstraßen führen nach Gallmersgarten (2,6 km südöstlich) und nach Bergtshofen (2 km östlich).

## Geschichte
Der Ort wurde 1160 als „Mürselbach“ erstmals urkundlich erwähnt, 1231 als „Morelbach“. Es gab auch ein gleichnamiges Adelsgeschlecht, das im Ort residierte. Überreste der Wallanlage sind im Garten des Anwesens Nr. 11 (alte Zählung) zu sehen. Das Bestimmungswort des Ortsnamens ist Mōrilo.
Das Kloster Heilsbronn erhielt Ende des 13. Jahrhunderts von Ritter und Küchenmeister Hübschmann Güter und Gefälle u. a. Mörlbach. In der Folgezeit erwarb das Kloster noch weitere Güter und Gefälle.
Die St.-Laurentius-Kirche wurde als Filiale von St. Maria (Steinach an der Ens) gegründet. 1464/65 wurde sie zur eigenständigen Pfarrei erhoben. Spätestens seit 1621 gab es im Ort eine Schule, die bis in den 1960er Jahren bestanden hat.
Von 1797 bis 1808 unterstand der Ort dem Justiz- und Kammeramt Uffenheim. 1806 kam Mörlbach an das Königreich Bayern. Im Rahmen des Gemeindeedikts wurde 1808 der Steuerdistrikt Mörlbach gebildet, zu dem Habermühle, Hinterpfeinach und Vorderpfeinach gehörten. 1813 entstand die Ruralgemeinde Mörlbach, die deckungsgleich mit dem Steuerdistrikt war. Mit dem Zweiten Gemeindeedikt (1818) wurde die Ruralgemeinde aufgelöst in:
- Ruralgemeinde Mörlbach mit Habermühle;
- Hinter- und Vorderpfeinach zur neu gebildeten Ruralgemeinde Custenlohr.

Die Ruralgemeinde Mörlbach war in Verwaltung und Gerichtsbarkeit dem Landgericht Uffenheim zugeordnet und in der Finanzverwaltung dem Rentamt Uffenheim (1919 in Finanzamt Uffenheim umbenannt). Ab 1862 gehörte Mörlbach zum Bezirksamt Uffenheim (1939 in Landkreis Uffenheim umbenannt). Die Gerichtsbarkeit blieb beim Landgericht Uffenheim (1879 in Amtsgericht Uffenheim umbenannt), seit 1973 ist das Amtsgericht Neustadt an der Aisch zuständig. Die Gemeinde hatte 1964 eine Gebietsfläche von 5,460 km².
Am 1. Mai 1978 wurde die Gemeinde im Zuge der Gebietsreform in Bayern nach Gallmersgarten eingegliedert.

### Baudenkmäler
In Mörlbach gibt es drei Baudenkmäler:
- Herrengasse 1: Fachwerkwohnstallhaus
- Herrengasse 2: Gasthaus zum Hirschen
- Kirchplatz 3: St. Laurentius, ev.-luth. Pfarrkirche

### Einwohnerentwicklung
Gemeinde Mörlbach
| Jahr      | 1818   | 1840   | 1852   | 1855   | 1861   | 1867   | 1871   | 1875   | 1880   | 1885   | 1890   | 1895   | 1900   | 1905   | 1910   | 1919   | 1925   | 1933   | 1939   | 1946   | 1950   | 1952   | 1961   | 1970   |
| Einwohner | 225    | 226    | 240    | 239    | 231    | 230    | 251    | 247    | 251    | 255    | 261    | 258    | 256    | 248    | 251    | 238    | 243    | 214    | 214    | 306    | 340    | 282    | 226    | 187    |
| Häuser    | 43     | 42     |        |        |        |        | 48     |        |        | 50     | 53     |        | 54     |        |        |        | 51     |        |        |        | 51     |        | 52     |        |
| Quelle    | [ 18 ] | [ 19 ] | [ 20 ] | [ 20 ] | [ 21 ] | [ 22 ] | [ 23 ] | [ 24 ] | [ 25 ] | [ 26 ] | [ 27 ] | [ 20 ] | [ 28 ] | [ 20 ] | [ 29 ] | [ 20 ] | [ 30 ] | [ 20 ] | [ 20 ] | [ 20 ] | [ 31 ] | [ 20 ] | [ 13 ] | [ 32 ] |

Ort Mörlbach
| Jahr      | 001818 | 001840 | 001861 | 001871 | 001885 | 001900 | 001925 | 001950 | 001961 | 001970 | 001987 |
| Einwohner | 219    | 221    | 225    | 244    | 250    | 247    | 239    | 338    | 224    | 186    | 148    |
| Häuser    | 42     | 41     |        |        | 49     | 53     | 50     | 50     | 51     |        | 41     |
| Quelle    | [ 18 ] | [ 19 ] | [ 21 ] | [ 23 ] | [ 26 ] | [ 28 ] | [ 30 ] | [ 31 ] | [ 13 ] | [ 32 ] | [ 1 ]  |

## Religion
Der Ort ist Sitz der Pfarrei St. Laurentius und ist seit der Reformation evangelisch-lutherisch geprägt. Die Katholiken waren ursprünglich nach St. Johannis (Rothenburg ob der Tauber) gepfarrt, heute ist die Pfarrei St. Bonifaz (Bad Windsheim) zuständig.

## Persönlichkeiten
- Christel Felizitas Schmid (1892–1970), Gründerin der Communität Casteller Ring, geboren in Mörlbach